# Großsteingräber bei Lilienthal
Die Großsteingräber bei Lilienthal sind vier megalithische Grabanlagen der jungsteinzeitlichen Trichterbecherkultur bei Lilienthal, einem Ortsteil von Dobersdorf im Kreis Plön in Schleswig-Holstein. Sie tragen die Sprockhoff-Nummern 190–193.

## Lage
Die Gräber 1, 2 und 4 befinden sich östlich von Lilienthal im Waldstück Großholz. Grab 1 ist das südlichste. Grab 2 liegt 240 m nördlich von Grab 1 und Grab 4 weitere 560 m nördlich. Grab 3 befindet sich südöstlich von Lilienthal auf einem Feld und 900 m westlich von Grab 2.
In der näheren Umgebung gibt es zahlreiche weitere Großsteingräber: 950 m östlich von Grab 1 liegen die Großsteingräber bei Hoheneichen und  1 km südsüdöstlich das Großsteingrab Wildenhorst, 360 m südwestlich von Grab 3 liegen die Großsteingräber bei Rastorf und 1,7 km nordwestlich das Großsteingrab Söhren. 1,2 km nordwestlich von Grab 4 liegen die Großsteingräber bei Dobersdorf.

## Beschreibung

### Grab 1
Die weitgehend zerstörte Anlage besitzt ein annähernd ost-westlich orientiertes Hünenbett mit einer Länge von 20 m und einer Breite von 9 m. Es sind nur noch fünf Steine vorhanden, die auf der Hügelschüttung liegen und sich nicht eindeutig der Umfassung oder der Grabkammer zuordnen lassen. Der genaue Grabtyp ist unbekannt.

### Grab 2
Durch den starken Bewuchs mit Dorngestrüpp war eine genauere Dokumentation dieser Anlage bislang nicht möglich.

### Grab 3
Diese Anlage konnte aufgrund des starken Bewuchses von Ernst Sprockhoff nur teilweise dokumentiert werden. Erhalten sind sechs Steine einer wahrscheinlich nord-südlich orientierten Grabkammer. Die genauen Maße und der Typ der Kammer sind unbekannt.

### Grab 4
Diese Anlage besitzt eine leicht ovale, ost-westlich orientierte Hügelschüttung mit einer Länge von 16 m und einer Breite von 14 m. Im Ostteil des Hügel liegt die zerstörte Grabkammer. Es sind noch fünf Steine erhalten, darunter wohl auch ein Deckstein. Die genauen Maße und der Typ der Kammer sind unbekannt.